# Jonny Uchuari
Jonny Alexander Uchuari Pintado (ur. 19 stycznia 1994 w Loji) – ekwadorski piłkarz występujący na pozycji skrzydłowego, reprezentant Ekwadoru, od 2024 roku zawodnik Libertadu Loja.